# Renzo Machado
Renzo Neri Machado Pertusso (Rocha, 21 settembre 2005) è un calciatore uruguaiano, attaccante del Liverpool (M).

## Carriera

### Club
Machado è cresciuto nel settore giovanile del Liverpool (M), con cui ha debuttato il 30 gennaio 2023 nell'incontro di Supercopa Uruguaya vinto 1-0 contro il Nacional. Ha segnato il suo primo gol in carriera il 15 luglio seguente in campionato contro il Plaza Colonia.

### Nazionale
Ha giocato con la nazionale uruguaiana Under-20, con la quale nel 2025 ha messo a segno 3 reti in 5 presenze nel campionato sudamericano di categoria.

## Statistiche

### Presenze e reti nei club
Statistiche aggiornate al 20 aprile 2024.
| Stagione        | Squadra         | Campionato      | Campionato | Campionato | Coppe nazionali | Coppe nazionali | Coppe nazionali | Coppe continentali | Coppe continentali | Coppe continentali | Altre coppe | Altre coppe | Altre coppe | Totale | Totale | Totale |
| Stagione        | Squadra         | Comp            | Pres       | Reti       | Comp            | Pres            | Reti            | Comp               | Pres               | Reti               | Comp        | Pres        | Reti        | Pres   | Reti   |        |
| --------------- | --------------- | --------------- | ---------- | ---------- | --------------- | --------------- | --------------- | ------------------ | ------------------ | ------------------ | ----------- | ----------- | ----------- | ------ | ------ | ------ |
| 2023            | Liverpool (M)   | PD              | 9          | 1          | CU              | 2               | 0               | CL                 | 1                  | 0                  | SU          | 1           | 0           | 13     | 1      |        |
| 2024            | Liverpool (M)   | PD              | 10         | 3          | CU              | 0               | 0               | CL                 | 2                  | 0                  | SU          | 1           | 0           | 13     | 3      |        |
| Totale carriera | Totale carriera | Totale carriera | 19         | 4          |                 | 2               | 0               |                    | 3                  | 0                  |             | 2           | 0           | 26     | 4      |        |

## Palmarès

### Club

#### Competizioni nazionali
- Campionato uruguaiano: 1

Liverpool Montevideo: 2023
- Supercoppa uruguaiana: 2

Liverpool Montevideo: 2023, 2024